# Інститут Адама Сміта
Інститут Адама Сміта (ASI) — неоліберальний (колишній лібтарянський) аналітичний центр та лобістська група, що базується у Сполученому Королівстві імені адама Сміта, шотландського морального філософа та класичного економіста. Лібертаріанський ярлик офіційно був змінений на неоліберальні 10 жовтня 2016 року. Він виступає за вільну ринкову та класичну ліберальні ідеї, перш за все шляхом формування радикальних варіантів політики щодо теорії громадського вибору. Президент ASI, Медсен Пірі, намагався описати діяльність організації як «Ми пропонуємо речі, які люди вважають на межі нерозумності». Наступне, що ви знаєте, вони на межі політики».
АСІ створила первинну інтелектуальну силу при приватизації державних виробництв під час прем'єрства Маргарет Тетчер, а разом з Центром політичних досліджень та Інститутом економічних відносин розробив неоліберальний підхід до публічної політики приватизаці], оподаткування, освіти та охорони здоров'я. Ряд політиків, представлених організацією, були прийняті адміністраціями Джона Майора та Тоні Блера, а члени АСІ також порадили уряди інших держав.
Окрім розробки політики, організація виступає за ідеї вільного ринку через публікацію та розповсюдження літератури, просування британського податкового дня свободи, проведення спікерських заходів для студентів та молоді, виступів у засобах масової інформації та ведення блогів.
Публікації
```
   Economy and Local Government, Eamonn Butler & Madsen Pirie, 1981 
ISBN 978-0906517109

   Aid by Enterprise, Eamonn Butler & Madsen Pirie, 1984 
ISBN 978-0906517406

   Hayek, Eamonn Butler, 1985 
ISBN 978-0876634752

   Milton Friedman: A Guide to His Economic Thought, Eamonn Butler, 1985 
ISBN 978-0876634769

   Micropolitics: Creation of a Successful Policy, Madsen Pirie, 1988 
ISBN 978-0704531031

   Wayward Elite: A Critique of British Teacher-Education, Dennis O'Keeffe, 1990 
ISBN 978-1870109765

   Adam Smith's Legacy, Norman Barry et al., 1990 
ISBN 978-1870109840

   A country at ease with itself, Michael Forsyth, 1991 
ISBN 978-1873712023

   Taming the Trade Unions, Eamonn Butler, 1991ISBN 978-0333531860
   Blueprint for a Revolution, Madsen Pirie, 1993 
ISBN 978-1873712375

   Vision: Targets for Britain, Madsen Pirie, 1994 
ISBN 978-1873712467

   Shephard's Warning: Setting Schools Back on Course, Antony Flew, 1994 
ISBN 978-1873712474

   The End of the Welfare State, Eamonn Butler & Madsen Pirie, 1994 
ISBN 978-1873712450

   Readings in Liberalism (ed. Detmar Doering), 1995 
ISBN 978-1873712399

   Hayek: A Commemorative Album (ed. John Raybould), 1998 
ISBN 978-1873712955

   City in the Mist, Douglas Mason, 1998 
ISBN 978-1873712993

   Simply No Mistake: How the Stakeholder Pension Must Work, Eamonn Butler, 1998 
ISBN 978-1902737218

   The Future of the NHS, Eamonn Butler (ed. Dr. Michelle Tempest), 2008 
ISBN 978-1858113692

   Adam Smith – A Primer, Eamonn Butler, 2007 
ISBN 978-0255366083

   The Best Book on the Market, Eamonn Butler, 2008 
ISBN 978-1906465056

   Freedom 101, Madsen Pirie, 2008 
ISBN 978-1902737560

   The Rotten State of Britain, Eamonn Butler, 2009 
ISBN 978-1906142346

   Ludwig Von Mises: Fountainhead of the Modern Microeconomics Revolution, Eamonn Butler & Jeff Riggenbach, 2010 (Audiobook) 
ISBN 978-1441713087

   Hayek: His Contribution to the Political and Economic Thought of Our Time, Eamonn Butler & Jeff Riggenbach, 2010 (Audiobook) 
ISBN 978-1441717580

   The Alternative Manifesto, Eamonn Butler, 2010 
ISBN 978-1906142698

   Economics Made Simple, Madsen Pirie 2012 
ISBN 978-0857191427

   Think Tank, Madsen Pirie 2012 
ISBN 978-1849541848
```

Історія
Фонд
Мессен Пірі, президент ASI, був названий провідним архітектором програми приватизації Марґарет Тетчер.
Медсен Пірі і брати Емонн і Стюарт Батлер були студентами разом у Університеті Сент-Ендрюс у Шотландії. Пірі пішов у 1974 році для роботи в Республіканському комітеті вивчення у Вашингтоні, а потім зайняв посаду професора у філософії в Hillsdale College. До нього приєднався Стюарт Батлер, а Еймонн Батлер пішов працювати з Едвіном Фелнером, який став співзасновником та директором мозкового центру вільного ринку Heritage Foundation.
Після набрання досвіду в США, вони повернулися до Великої Британії в 1977 році, щоб заснувати власний аналітичний центр, Інститут Адама Сміта. Через рік Стюарт Батлер повернувся до США віце-президентом фонду Heritage, відповідального за внутрішню політику, а його брат Еймонсон залишився разом з Медсеном Пірієм як співдиректорами Інституту Адама Сміта.
Один із своїх друзів Сент-Ендрюс, Дуглас Мейсон, який був активним в Консервативній асоціації університету, зробив найвпливовіші дослідження та написання для Інституту. Мейсон став одним з його постійних авторів.
Проект ASME Omega (1981-83), очолюваний Пітером Янгом, випустив серію з 19 документів, котрі скріпляли кожен державний департамент, і виступав за такі речі, як обов'язкове контрактування більшості місцевих послуг, таких як збирання відходів, підвищення добробуту держави шляхом приватного страхування та подальшої приватизації послуг та галузей державного сектора, включаючи аспекти поліцейських служб. Проект «Омега» був дуже впливовим, і багато з його рекомендацій були прийняті як політика та введені в дію законодавство.
На відміну від деяких аналітичних центрів, Інститут Адама Сміта вирішив не зберігати благодійний статус, але підтримував невеликий дослідницький центр Adam Smith для фінансування основних академічних освітніх проектів.
Внутрішнє коло Тетчер
У епоху Тетчер було зрозуміло, що мозговий центр набирає силу, а Інститут економічних справ (МЕА) та Центр політичних досліджень (КПС) АСІ був одним з трьох, на який покладався уряд Тетчер на політику. На відміну від CPS, який був створений Тетчер, Кейт Джозеф та МЕА, які зосереджували увагу на більш теоретичних питаннях, АСІ мав змогу виробити сміливу та пряму політику. Незважаючи на цю роль, Інститут Адама Сміта розвинув іконоборчну репутацію, цинічний щодо політиків, але з ентузіазмом займався з ними. Відносини Інституту з Тетчер не були без проблемними. Хоча Медсен Піріє був архітектором більшої частини політики приватизації, він не мав жодних емоційних зв'язків з Тетчером, а також АСІ не пропонував політику по ряду соціальних питань, незважаючи на репутацію Тетчерід.
ASI вважає, що ринок є «більш демократичним, ніж державний сектор, що включає рішення набагато більше індивідуальних осіб та набагато частішими інтервалами». Інститут опублікував рекомендацію Дугласа Мейсона про те, що ставки місцевого самоврядування (податок на місцеві органи влади) слід замінити сумою за людину. Останній варіант цього був реалізований консервативним урядом, який представив обов'язки громади у Шотландії в 1989 році, а в Англії та Уельсі — у 1990 році. Це викликало непопулярність для уряду Тетчер, і деякі з них вважали, що послабили її політичну руку, попереду її відхід від офісу, хоча її ставлення до Європи було більш важливим фактором.
Інші політичні рекомендації, що були опубліковані Дугласом Мейсоном з ASI, включали приватизацію Royal Mail (The Last Post-1991); введення плати в британських публічних бібліотеках (Ex Libris — 1986); приватизація Лісової комісії; повне усунення субсидій на мистецтво («Викладання мистецтв — 1987»); і скасування обмежень на вживання напоїв (час для виклику — 1986 рік).
Після Тетчер

У листопаді 1994 року Інститут розпочав огляд реформи соціального забезпечення, що називається «Оперативне підліткове коло», спрямований на методи створення робочих місць для довгострокових безробітних. Деякі елементи програми були прийняті урядом протягом декількох місяців.
ASI, разом з її автором Кеннетом Ірвіном, була піонером приватизації британської залізниці з приватними компаніями, які конкурують за франшизи в окремо належній національній мережі (The Right Lines — 1987). Ця політика була прийнята урядом Джона Майор.
Витік консервативного уряду в 1997 році не мав настільки різкого впливу на ASI, як очікувалося. Інститут високо оцінив програму забезпечення добробуту уряду, назвавши її «найуспішнішою політичною ініціативою цього століття».
Тоді АСІ співпрацював з організацією MORI на серії опитувань громадської думки, щоб виміряти такі речі, як цілі молоді та студентів, а також громадське ставлення до державних служб.
Міжнародна робота
У 1992 році Інститут заснував консалтингову компанію Adam Smith International Ltd, яка була «відповідальною за контроль над роботою інституту за кордоном … [в] спробі використати зростаючу міжнародну тенденцію до економічної лібералізації та ринкової економіки». У той час як Eamonn Butler та Madsen Pirie, починаючи з 1998 року, члени правління обох організацій команди управління Adam Smith International та Інституту Адама Сміта тепер є окремими.
Фінансування
Танок Think tank Transparify, який фінансується Фондами Відкритого Суспільства, визначив Інститут Адама Сміта одним з чотирьох найменш прозорих аналітичних центрів у Великій Британії стосовно фінансування. Звіт Transparify, наскільки прозорими є думки про те, хто їх фінансує 2016 року? оцінив їх як «дуже непрозорий» — один з тих, хто відмовляється виявити навіть особистість своїх донорів. "У 2016 році вебсайт, оцінював Інститут Адама Сміта як «E», найнижчий показник прозорості (рейтинг від A до E). TobaccoTactics, вебсайт Групи досліджень з боротьби проти тютюну в Університеті Баті, детально описує фінансування інституту Адама Сміта в тютюновій промисловості. The Guardian повідомляє, що інститут одержав три відсотки свого фінансування від тютюнової промисловості в 2013 році.
Діяльності

День податкової свободи
Інститут Адама Сміта видає британську версію Дня податкової свободи — того дня, коли середня людина заробила достатньо, щоб сплатити річну податкову декларацію. Інститут підраховує цей показник, виражаючи відбиток уряду від економіки в процентному відношенні до року, включаючи всі види оподаткування, прямий та опосередкований, національний та місцевий. ASI використовує День податкової свободи, щоб привернути увагу до податкових ставок до Великої Британії та фіскальної політики в драматичному та зрозумілому вигляді.

Наступне покоління
Інститут Адама Сміта сприяє регулярним зустрічам молодих людей, які мають лібертаріанські ідеї. Ці 16-30-річні люди формують групу під назвою «Наступне покоління» (TNG). Депутати та видатні діячі ЗМІ є типовими господарями (для 10-хвилинних виступів) на щомісячних зустрічах «Наступного покоління». Члени Комітету з ТНГ заснували Лігу Свободи, що є дочірнім закладом для груп у Великій Британії.
Ліга Свободи була студентською організацією Великої Британії на початку 2010-х років, заснованою Джеймсом Лоусоном, Вільямом Гамільтоном та Антоном Хоусом для підтримки класичного лібералізму; його щорічна конференція Свободи була передана Інституту. 